# NGC 3605
NGC 3605 is een elliptisch sterrenstelsel in het sterrenbeeld Leeuw. Het hemelobject werd op 14 maart 1784 ontdekt door de Duits-Britse astronoom William Herschel.

## Synoniemen
- UGC 6295
- MCG 3-29-19
- ZWG 96.19
- PGC 34415